# Pig-abon
Pig-abon (en francès Puéchabon) és un municipi francès situat al departament de l'Erau i a la regió d'Occitània.

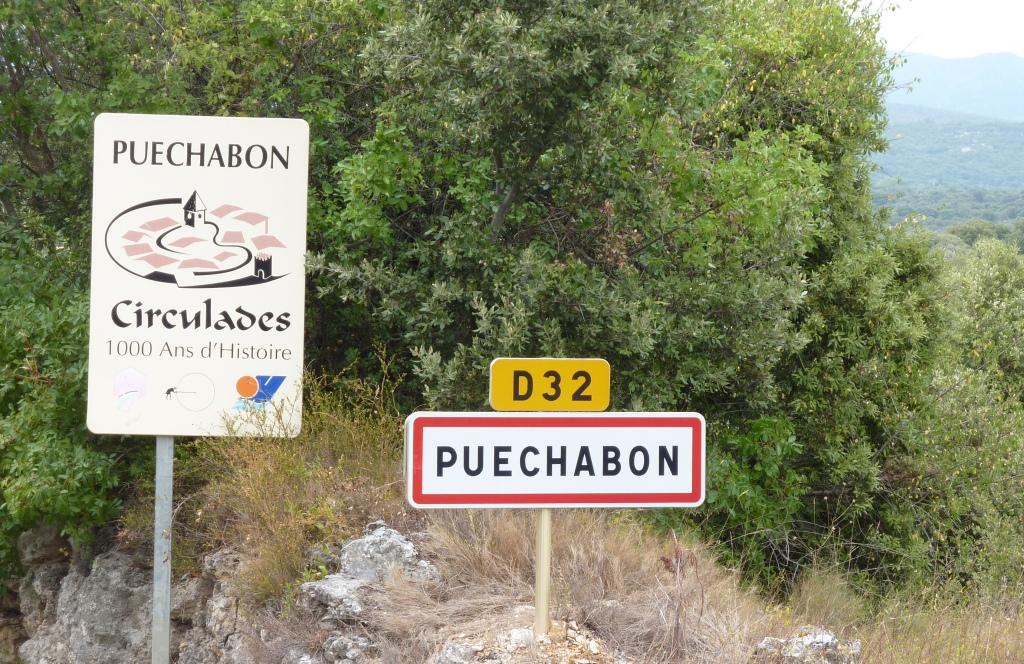
Senyal de Puéchabon